# Britny Fox
Britny Fox é uma banda de glam metal americana da Filadélfia, inicialmente ativa de 1985 a 1992. Eles são mais conhecidos pela sua música vídeo para "Girlschool".

## Integrantes
Última formação (2015)
- Billy Childs - baixo, backing vocal
- Tommy Paris - vocal, guitarra, teclados
- Johnny Dee - bateria backing vocal
- Chris Sanders - guitarra

## Discografia

### Álbuns de estúdio
| 1988                                               | Britny Fox - Lançado: 10 de junho de 1988 - Gravadora: Columbia Records               | 39 | - EUA: Ouro |
| 1989                                               | Boys in Heat - Lançado: 11 de outubro de 1989 - Gravadora: Columbia Records           | 79 |             |
| 1991                                               | Bite Down Hard - Lançado: 29 de outubro de 1991 - Gravadora: EastWest Records America | —  |             |
| 2003                                               | Springhead Motorshark - Lançado: 29 de julho de 2003 - Gravadora: Spitfire Records    | —  |             |
| "—" denota um lançamento que não entrou na parada. |                                                                                       |    |             |

### Singles
| Ano  | Single                    | Posições    | Posições      |
| Ano  | Single                    | EUA Hot 100 | EUA Main Rock |
| ---- | ------------------------- | ----------- | ------------- |
| 1988 | "Long Way to Love"        | 100         | 33            |
| 1988 | "Girlschool"              | -           | -             |
| 1989 | "Save the Weak"           | -           | -             |
| 1990 | "Dream On"                | -           | 34            |
| 1990 | "Standing in the Shadows" | -           | -             |
| 1991 | "Louder"                  | -           | -             |
| 1991 | "Over and Out"            | -           | -             |